# 1670
Cette page concerne l'année 1670  du calendrier grégorien.
L'année 1670 est une année commune qui commence un mercredi.

## Événements
- 4 février, Inde : bataille de Sinhagad[1]. Shivaji récupère les forts qu’il avait perdus en 1664.

- Avril : les Anglais fondent un établissement colonial à Charleston (Charles Town) en Caroline du Sud[2].

- 2 mai : 
  - Charles II d'Angleterre octroie une charte à la Compagnie de la Baie d'Hudson à la condition expresse que les bénéficiaires trouvent un passage menant aux Mers du Sud[3]. La charte donne à la compagnie le monopole du commerce sur toutes les mers, détroits, baies, rivières, lacs, criques ou bras de mer en lien direct avec la baie d'Hudson, et ce quels qu’en soient la latitude, le territoire ou le pays concernés (territoires revendiqués par la France). Médard Chouart des Groseilliers et Pierre-Esprit Radisson sont les premiers à proposer la mise sur pied d’une telle compagnie. Après avoir rencontré de nombreux échecs auprès du roi de France, ils font appel au prince Rupert, cousin du roi d’Angleterre Charles II ; c’est Rupert qui convaincra le roi anglais.
  - Jean-Baptiste Legardeur reçoit de sa mère la seigneurie de Repentigny[4], à l'origine de la ville de Repentigny, au Canada, près de Montréal, dans la province de Québec.
- Mai : sédition à Saint-Domingue contre la Compagnie française des Indes Occidentales[5].

- 10 juin : ordonnance française interdisant le commerce avec l’étranger et réaffirmant le principe de l’exclusif (interdiction de transformer les matières premières hors de la métropole)[6].

- 23 juin :  au Maroc, Mulay Rachid s’empare de Taroudant[7].

- 18 juillet : traité de Madrid entre l’Angleterre et l’Espagne qui reconnait les possessions britanniques de la mer des Caraïbes[8], notamment les Bahamas, les Caïmans, les Bermudes et la Jamaïque. La frontière sur le continent est fixée au sud de Charleston, en Caroline (38° de latitude)[2].
- 19 juillet : Mulay Rachid occupe la forteresse d’Illigh et soumet les marabouts du Sous[7].

- Août : une tentative des Espagnols de Saint Augustine de détruire le nouvel établissement anglais de Charleston, en Caroline du sud, échoue[2].
- 13-15 octobre : Shivaji met à sac le port de Surat[9].
- 25 décembre : le corsaire gallois Henry Morgan s'empare des îles San Andrés, Providencia et Santa Catalina puis prend possession du château de Chagres le 6 janvier 1671 (Panama)[10].

- Toxonu, roi d’Arda (Allada) envoie un ambassadeur, Mateo Lopez, à la cour de Louis XIV pour établir des relations commerciales au détriment de Ouidah[11].

### Europe
- Janvier, révolte en Hongrie : le ban de Croatie Pierre Zrinyi se tourne en vain vers les Turcs contre l’Autriche[12]. Zrinyi et son beau-frère Frankopan sont arrêtés à Vienne le 18 avril. Les impériaux occupent la Hongrie royale[13].
- 31 janvier : renouvellement de la Triple-Alliance de 1668[14].

- 14 février : décret impérial ordonnant aux Juifs de Vienne de quitter la ville avant la Fête-Dieu au soir[15]. 1400 Juifs sont expulsés vers la Bohême et la Moravie.
- 17 février : entente catholique entre Louis XIV et Ferdinand-Marie de Bavière contre le danger de la « triple alliance » protestante (Angleterre, Provinces-Unies, Suède)[16].
- 19 février (9 février du calendrier julien) : début du règne de Christian V, roi de Danemark et de Norvège, qui s'efforce à créer un royaume à la française (fin en 1699)[17].

- 29 avril : début du pontificat de Clément X (fin en 1676)[18].

- 23 mai : Cosme III de Médicis devient grand-duc de Toscane (fin en 1723)[19].

- 1er juin (22 mai du calendrier julien) : traité de Douvres signé secrètement entre Louis XIV et Charles II d'Angleterre : il engage le roi d’Angleterre à se convertir au catholicisme, à suivre Louis dans sa guerre contre les Provinces-Unies et à soutenir ses droits éventuels à la couronne d’Espagne en échange d’une aide financière et militaire[20]. Pomponne s’assure de la neutralité de la Suède et des Allemands.

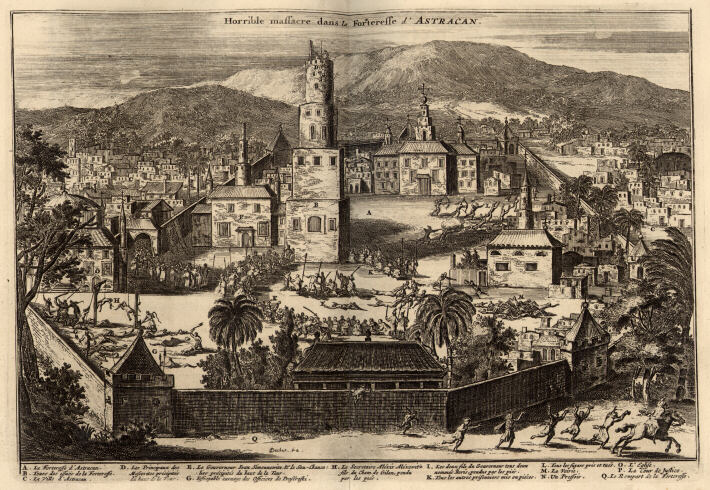
24 juin : Stepan Razine s'empare d'Astrakhan

- 24 juin : début d'une révolte contre le pouvoir russe des Cosaques du Don sous la conduite de Stenka Razine (fin en 1671). Stenka Razine prend et pille Astrakhan (24 juin)[21], remonte la Volga, prend Tsaritsyne, Saratov et Samara (juillet). La révolte se généralise, les paysans quittent leurs terres et se font cosaques. Stenka Razine est battu à Simbirsk (octobre) par le prince Bariatinski alors qu’il menaçait la région de Moscou. Il est livré par l’aristocratie cosaque (avril 1671). Le prince Dolgorouki prend la tête de l’offensive contre les insurgés (décembre).

- 26 août : prise de Nancy par les troupes françaises du maréchal de Créquy, suivie par la capitulation  d’Épinal (28 septembre), de Châtel et de Longwy (14 octobre)[22]. La France occupe le duché de Lorraine  jusqu’en 1697.

- 31 décembre (21 décembre du calendrier julien) : Renouvellement à Londres du traité secret entre les rois de France et d'Angleterre[20].

- Le duc d’York, frère du roi d'Angleterre, se convertit au catholicisme[23] (vers 1668-1670).

## Naissances en 1670
- 26 janvier : Jacob van Schuppen, peintre baroque autrichien d'origine néerlandaise († 29 janvier 1751).

- 18 février : Karl Niklaus Lang, médecin et naturaliste suisse († 2 mai 1741).

- 31 mars : le duc du Maine, bâtard de Louis XIV et de Madame de Montespan († 14 mai 1736).

- 6 avril : Jean-Baptiste Rousseau, poète français († 17 mars 1741).

- 12 mai : Auguste II, roi de Pologne († 1er février 1733).

- 24 août : Louis Galloche, peintre français († 21 juillet 1761).

- 15 novembre : Bernard de Mandeville, médecin et écrivain néerlandais († 21 janvier 1733).

- Date précise inconnue :
  - Abdoullah Khan, sultan de Safa et chef de la tribu Abdali († 13 novembre 1721).
  - Gilles Allou, peintre français († 2 février 1751).
  - Louis Court, peintre français († 3 novembre 1733).
  - Carl Andreas Duker, historien et philologue allemand († 5 novembre 1752).
  - Francis Negus, officier et homme politique britannique († 9 septembre 1732).

- Vers 1670 :
  - Aaron ben Benjamin Wolf, rabbin à Berlin puis à Francfort-sur-l'Oder († 25 juillet 1721).

## Décès en 1670
- 3 janvier : George Monk, Premier duc d'Albemarle (° 6 décembre 1608).
- 4 janvier : Grégoire Huret, dessinateur et graveur au burin français (° octobre 1606).
- 21 janvier : Racan, poète et écrivain français (° 5 février 1589).
- 1er février : René Potier de Tresmes, militaire et homme politique français (° 1579).
- 16 mars : Johann Rudolf Glauber, pharmacien, chimiste et alchimiste allemand (° 10 mars 1604).
- 9 avril : Samuel Sorbière, mathématicien français (° 17 septembre 1615).
- 10 mai : Claude Vignon, peintre français (° 19 mai 1593).
- Après le 12 juin : Lodewijk III Elzévir, libraire et imprimeur (1604 - 1670)[24].
- 15 juin : Louis II Lerambert, peintre et sculpteur français (° 1620).
- 30 juin : Henriette d'Angleterre ou Henriette-Anne Stuart, Duchesse et Princesse (° 16 juin 1644).
- 16 juillet : Abraham Diepraam, peintre néerlandais (° 23 janvier 1622).
- 11 octobre : Louis Le Vau, architecte français (° 1612).
- 3 novembre : Salomon Van Ruysdael, peintre néerlandais (° vers 1602).
- 15 novembre : Jan Amos Komenský dit Comenius, théologien et pédagogue tchèque, enseignant à l’académie protestante de Leszno, auteur de la Didaktik Magna, qui jette les bases d’une révolution pédagogique (Nivnice, près de Uherský Brod, Moravie (° 28 mars 1592).
- 26 novembre : Jacques Van Loo, peintre néerlandais (° 1614).
- Vers 1670 :
- Herman Nauwincx, peintre, graveur et marchand d'art néerlandais (° 27 octobre 1623).